# Find
find — утилита поиска файлов по имени и другим свойствам, используемая в UNIX‐подобных операционных системах. Может производить поиск в одном или нескольких каталогах с использованием критериев, заданных пользователем. По умолчанию find возвращает все файлы в рабочем каталоге. Более того, find позволяет применять пользователю определённые действия ко всем найденным файлам. Также поддерживаются регулярные выражения. Для поиска файлов по содержимому следует пользоваться утилитой grep.

## Список ключей
- -amin — время последнего обращения к файлу (в минутах).
- -atime — время последнего обращения к файлу (в днях).
- -cmin — время последнего изменения владельца или прав доступа к файлу (в минутах).
- -ctime — время последнего изменения владельца или прав доступа к файлу (в днях).
- -delete — удалять найденные файлы.
- -depth или -d — начинать поиск с самых глубоких уровней вложенности, а не с корня каталога.
- -empty — только пустые каталоги.
- -exec command {} \; — выполняет над найденным файлом указанную команду; обратите внимание на синтаксис.
- -group — владелец: группа пользователя или GID.
- -L — разворачивать символические ссылки.
- -ls — генерирует вывод как команда ls -dgils.
- -maxdepth — максимальный уровень вложенности для поиска. «-maxdepth 1» ограничивает поиск текущим каталогом.
- -mmin — время последнего изменения файла (в минутах).
- -mount или -xdev — не переходить на другие файловые системы.
- -mtime — время последнего изменения файла (в днях).
- -name — искать по маске имени файла. Опция -name регистрочувствительная, то есть различает прописные и строчные буквы. Для поиска файлов без учета регистров воспользуйтесь опцией -iname.
- -newer другой_файл — искать файлы, созданные позже, чем другой_файл.
- -ok — перед выполнением команды, указанной в -exec, выдаёт запрос.
- -P — не разворачивать символические ссылки (поведение по умолчанию).
- -perm — указываются права доступа.
- -print0 — выводит путь к текущему файлу на стандартный вывод, за которым следует символ ASCII NULL (код символа 0).
- -print — показывает на экране найденные файлы.
- -prune — используется, когда вы хотите исключить из поиска определённые каталоги.
- -regex — искать по имени файла, используя регулярные выражения.
- -regextype тип — указание типа используемых регулярных выражений.
- -size — размер: указывается в 512-байтных блоках или байтах (признак байтов — символ «c» за числом).
- -type — тип искомого: f=файл, d=каталог (directory), l=ссылка (link), p=канал (pipe), s=сокет.
- -user — владелец: имя пользователя или UID.

## Примеры

### Поиск в текущем каталоге
Найти все файлы  в текущем и дочерних каталогах, название которых начинается с my.
Обратите внимание: в понятиях unix файлом является всё, в том числе и каталоги.
```
find
 
.
 
-name
 
'my*'

```

Для поиска исключительно по именам файлов нужно использовать дополнительную опцию -type f 
```
find
 
.
 
-name
 
'my*'
 
-type
 
f

```

### Поиск в определенном каталоге
Найти все файлы в корневом и дочерних каталогах, название которых начинается с my.
Поиск в корневом каталоге эквивалентен поиску по всему компьютеру.
```
find
 
/
 
-name
 
'my*'

```

Поиск файлов в каталогах /usr/local/man и /opt/local/man
```
find
 
/usr/local/man
 
/opt/local/man
 
-name
 
'my*'

```

### Поиск по нескольким именам файлов
Найти все файлы в текущем и дочерних каталогах, название которых начинается с my или qu.
Обратите внимание, что по умолчанию все аргументы соединены с помощью логического и (опция -a, от англ. and). Если необходимо объединить несколько аргументов логическим или — используйте опцию -o, от англ. or.
```
find
 
.
 
\(
 
-name
 
"my*"
 
-o
 
-name
 
"qu*"
 
\)
 
-print

```

### Поиск нескольких типов файлов, используя регулярные выражения
Найти все файлы в текущем и дочерних каталогах, расширение которых совпадает с перечисленными.
Данный поиск осуществляется с помощью регулярных выражений. 
```
find
 
.
 
-type
 
f
 
-regex
 
".*\.\(jpg\|jpeg\|gif\|png\|JPG\|JPEG\|GIF\|PNG\)"

```

Предыдущий пример можно также записать с помощью регулярных выражений
```
find
 
.
 
-type
 
f
 
-regex
 
"\(my\|qu\).*"

```

### Выполнение команды
Опция -exec выполняет следующую за ней команду и подставляет вместо {} текущий файл. Найти все каталоги ниже указанного каталога и изменить им права доступа с помощью команды chmod:
```
find
 
/path
 
-type
 
d
 
-exec
 
chmod
 
0755
 
{}
 
\;

```

Опция -exec работает примерно в 10 раз медленнее, чем перенаправление вывода через xargs, поэтому данный код рекомендуется писать следующим образом:
```
find
 
/path
 
-type
 
d
 
|
 
xargs
 
chmod
 
0755

```

Однако каталоги с именами, содержащими пробелы, методом перенаправления через xargs обработаны не будут, поэтому следует использовать первый вариант, дополненный:
```
find
 
/path
 
-type
 
d
 
-exec
 
chmod
 
0755
 
"{}"
 
\;

```

Или воспользоваться опцией -print0 и -0 позволяет обрабатывать аргументы, содержащие пробелы и кавычки:
```
find
 
/path
 
-type
 
d
 
-print0
 
|
 
xargs
 
-0
 
chmod
 
0755

```

Поиск всех файлов php.ini в текущем каталоге и замена текста в каждом найденном файле с помощью команды sed.
```
find
 
.
 
-name
 
'php.ini'
 
-exec
 
sed
 
-i
 
's/log_errors = Off/log_errors = On/g'
 
"{}"
 
\;

```

Сложный поиск в нескольких видах файлов и замен текста в каждом из них, от текущего каталога и ниже.
```
find
 
.
 
-regex
 
".*\.\(php\|js\|css\)"
 
-exec
 
sed
 
-i
 
's/\/bitrix\/templates\//\/local\/templates\//g'
 
"{}"
 
\;

```

### Поиск в зависимости от времени создания
Найти и вывести список файлов во всей файловой системе, изменённых в течение последней минуты:
```
find
 
/
 
-mmin
 
-1
 
-print

```

Найти и вывести список файлов во всей файловой системе, которые были изменены более 31 дня назад:
```
find
 
/
 
-mtime
 
+31
 
-print

```

### Поиск по размеру файла
Найти и вывести список файлов во всей файловой системе, чей размер больше 100 Мб:
```
find
 
/
 
-size
 
+100M
 
-print

```

### Поиск файлов, принадлежащих определенному пользователю
В данном примере поиск осуществляется по файлам принадлежащим пользователю с именем ilya
```
find
 
.
 
-user
 
ilya

```

### Поиск файлов c ограничением глубины
Глубина поиска указывается относительно каталога, указанного в аргументе команды.
Начинает поиск в папке /var/www, но не глубже /var/www/*/*/*/* .
```
find
 
/var/www
 
-maxdepth
 
4
 
-name
 
'restore.php'

```

### Поиск файлов с перечислением каталогов.
Ищет файлы в указанных каталогах.
```
find
 
/var/spool/postfix/
{
deferred,active,maildrop,incoming
}
/
 
-type
 
f

```

### Поиск файлов по маске с исключением.
Ищет файлы php в текущем каталоге, исключая index.php 
```
find
 
.
 
-name
 
"*.php"
 
!
 
-name
 
"index.php"

```

### Рекурсивное удаление файла от текущего каталога, на заданную глубину.
Удаляет все файлы restore.php от текущего каталога, но не глубже 4 уровня вложенности относительно аргумента в командной строке
Начинает поиск в папке /var/www, но не глубже /var/www/*/*/*/* и удаляет все файлы restore.php в найденном. 
```
find
 
/var/www
 
-maxdepth
 
4
 
-name
 
'restore.php'
 
-exec
 
rm
 
-r
 
{}
 
\;

```

### Игнорирование ошибок
Если при поиске возникает ошибка (например — нет доступа чтения из каталога) то вывод команды становится менее информативным. Перенаправьте вывод STDERR в /dev/null.
```
find
 
/
 
-name
 
'secret.keys'
 
-print
 
2
>/dev/null

```

Также можно использовать один из следующих вариантов:
```
find
 
/
 
-name
  
"имя искомого файла"
 
|&
 
grep
 
-v
 
'Отказано в доступе'

```

```
find
 
/
 
-name
  
"имя искомого файла"
 
|&
 
grep
 
-v
 
'Permission denied'

```